# Nasa humboldtiana
Nasa humboldtiana är en brännreveväxtart. Nasa humboldtiana ingår i släktet färgkronor, och familjen brännreveväxter.

## Underarter
Arten delas in i följande underarter:
- N. h. glandulifera
- N. h. humboldtiana
- N. h. obliqua
- N. h. roseoalba
- N. h. subtrifoliata
- N. h. tricolor